# Zapatos colgantes

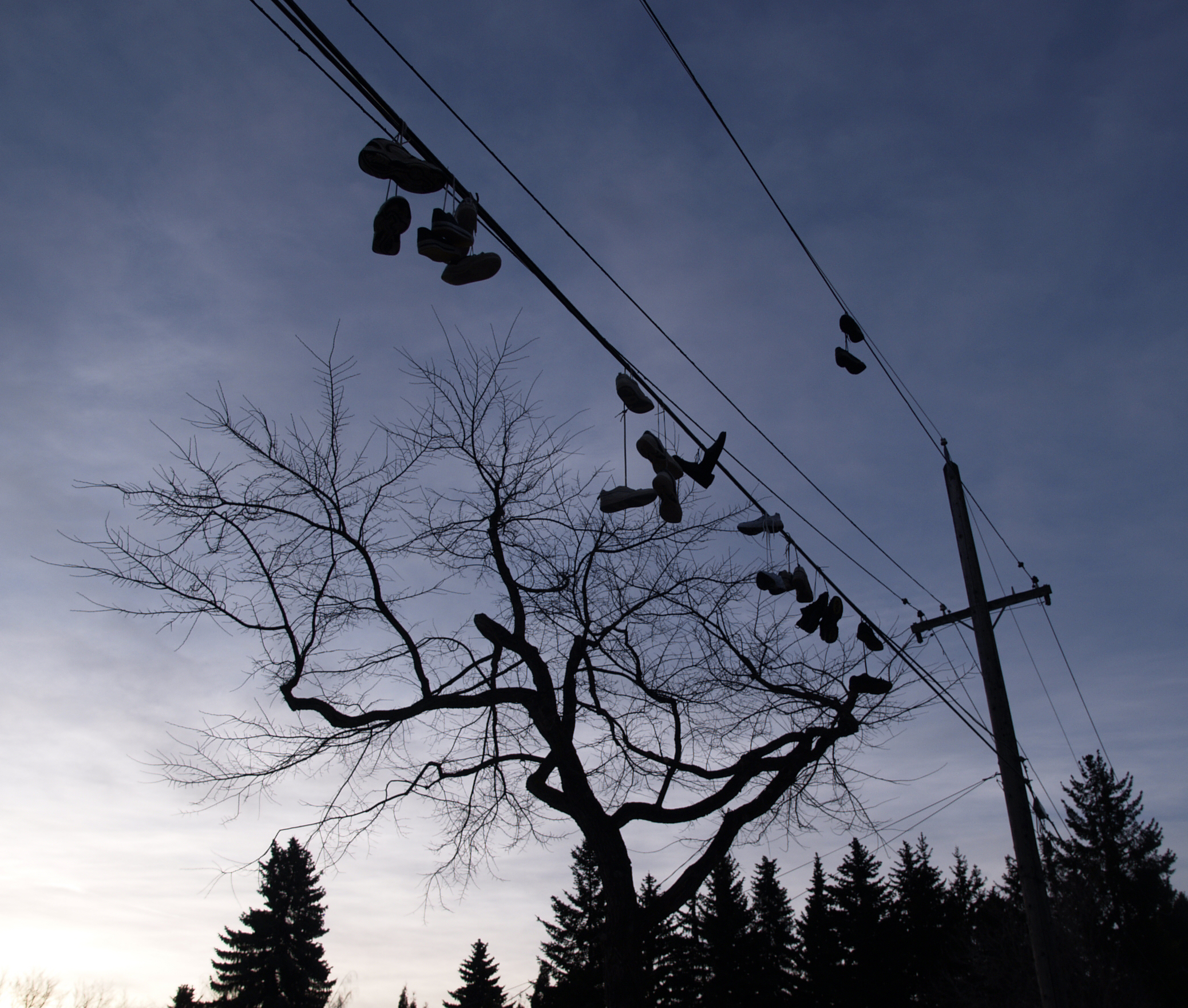
Zapatos colgantes en Edmonton, Alberta (Canadá).

Los «zapatos colgantes» provienen del acto de colgar zapatos en líneas de teléfonos, electricidad y árboles, entre otros lugares. Los zapatos son lanzados amarrados por los cordones y se enredan, quedando colgados y expuestos.

## Orígenes y distintas interpretaciones
Actualmente, la práctica se atribuye en Estados Unidos (llamada en inglés: shoe tossing) a una moda de arte callejero o como una manera de «marcar» territorios de pandilleros o de venta de drogas. Con los años, esta práctica de lanzar los zapatos se ha extendido desde los Estados Unidos hacia otros países americanos, como lo son Colombia, Brasil, México, Canadá, Ecuador, Perú, Uruguay, Paraguay, Argentina, Chile y Cuba. Gracias a la proliferación de Internet, también se ha expandido esta práctica hacia países europeos como Alemania, Gran Bretaña o España. Se señala además que también, entre las prácticas anteriormente mencionadas, es utilizada por los pandilleros para conmemorar a uno de sus miembros el cual fue asesinado, o simplemente para delimitar su territorio o señalar las zonas en las que es fácil el acceso para llevar a cabo robos u otros crímenes; todo depende del tipo de calzado que se utilice.
Además de estas interpretaciones, muchos apuntan a que esta práctica puede estar también relacionada con el final de los estudios o con un futuro matrimonio. Por otra parte, muchos jóvenes siguen esta tendencia para anunciar a sus amigos la primera relación sexual. Otras explicaciones señalan a esta tendencia como una práctica llevada a cabo por simple aburrimiento o incluso para deshacerse de zapatos viejos y desgastados, o como mera decoración. En cualquier caso, está claro que este fenómeno ha dado lugar a las más diversas leyendas urbanas.
En algunas zonas como Nueva Zelanda, el fenómeno de los zapatos colgantes se ha convertido en un deporte amateur. En algunas zonas rurales, los agricultores compiten para lanzar las botas o zapatos lo más lejos o alto posible.
Cecil Adams señala que cuando estaba en la milicia, los soldados solían pintar sus botas de colores cuando estaban por regresar a la vida normal, lanzándolas posteriormente a los tendidos eléctricos.
Otra leyenda peculiar sostiene que los zapatos que se cuelgan pertenecen a personas recientemente fallecidas, para informar de que alguien ha muerto en el seno familiar. Así, cuando su espíritu se reencarne, éste podrá estar más cerca del cielo.

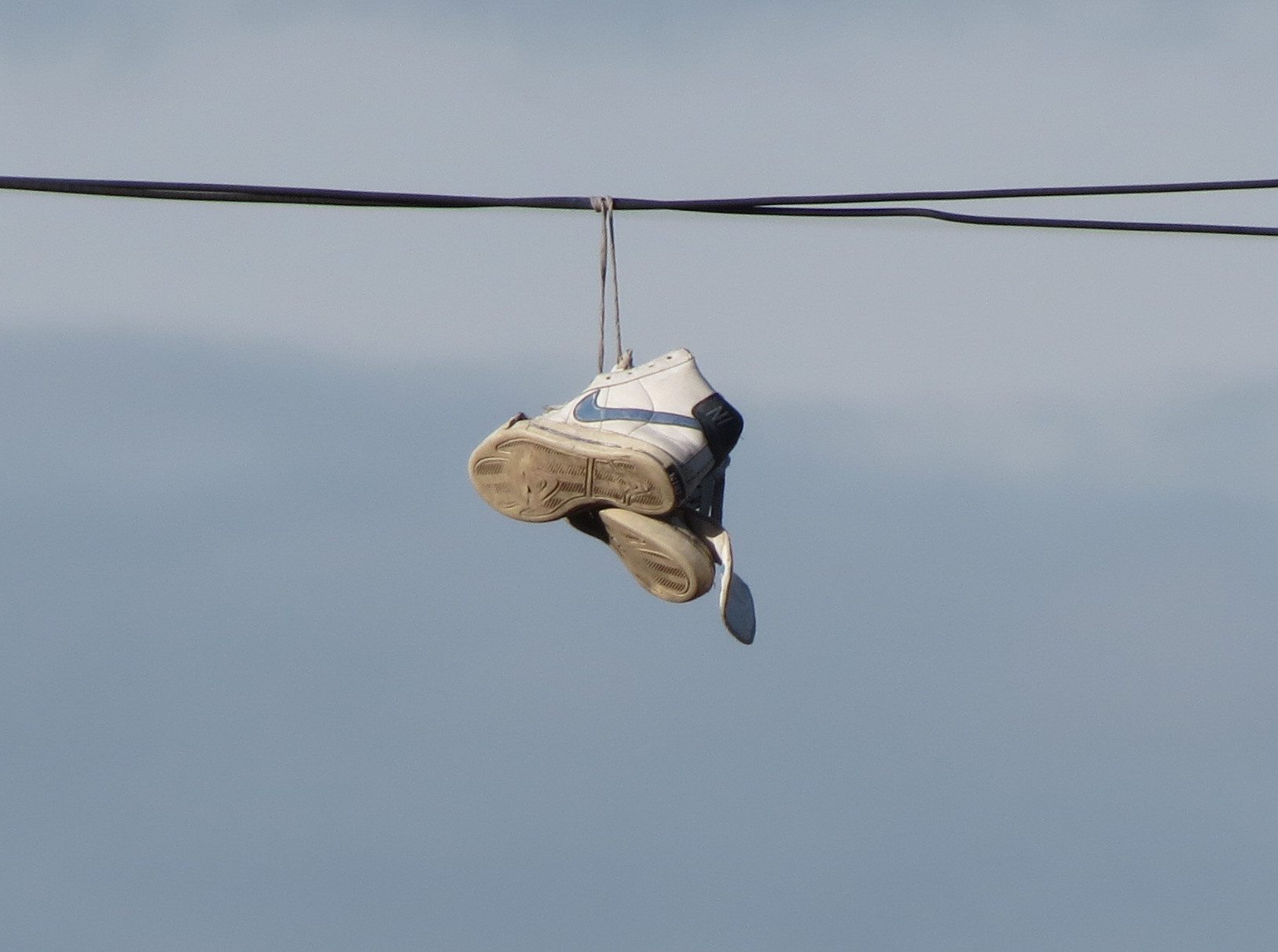
Tenis colgados en cables en Puebla (México)

También existe la práctica del shoefiti —término que es un juego de palabras entre shoe (zapato en inglés) y grafiti—, que consiste en adornar las calles con los zapatos creando composiciones o juegos de colores, aunque también pueden ser prendas de ropa. Berlín es un centro de shoefiti.

## Zapatos colgantes en México
La práctica de colgar tenis en cables puede verse en distintas ciudades de México, y se le asocia a la frase popular «ya colgó los tenis», la cual hace alusión a la muerte de una persona. Según el cronista de la Ciudad de México Armando Ramírez, esta frase ha ido cambiando con el tiempo, pues en los años 50 y 60 la gente decía «colgó los zapatos», pues el calzado deportivo aún no era popular. En aquella época, en el barrio de Tepito, la gente colgaba los zapatos de los difuntos en los cables frente a su casa, como un anuncio para los vecinos. Sin embargo, la práctica fue cambiando, cuando las bandas rivales colgaban los zapatos de las personas a las que mataban, como señal de venganza.